# Deathmarch
Deathmarch – minialbum szwedzkiej grupy muzycznej Marduk. Został nagrany i zmiksowany w Endarked Studio w grudniu roku 2004 i w tym samym roku wydany przez Regain Records. Zawiera alternatywne urywki z prób grupy podczas nagrywania albumu wydanego miesiąc wcześniej Plague Angel.
Nazwa wydawnictwa wzięła się od jednego z utworów z albumu Plague Angel.

## Lista utworów
Opracowano na podstawie materiału źródłowego.
1. "Steel Inferno" (wersja alternatywna) – 2:13
2. "Tod and Vernichtung" – 3:29
3. "The Hangman of Prague" (Próba) – 2:52
4. "Throne of Rats" (Próba) – 2:55

## Twórcy
Opracowano na podstawie materiału źródłowego.
- Daniel "Mortuus" Rostén – wokal
- Morgan Håkansson – gitara elektryczna
- Magnus "Devo" Andersson – gitara basowa, miksowanie
- Emil Dragutinović – perkusja

## Wydania
| Rok  | Nr katalogowy | Format      | Wydawca               | Region  | Źródło |
| ---- | ------------- | ----------- | --------------------- | ------- | ------ |
| 2004 | BLOOD 020     | CD, EP      | Blooddawn Productions | Szwecja | [ 2 ]  |
| 2004 | BLOOD 020     | 7", EP, Ltd | Blooddawn Productions | Szwecja | [ 2 ]  |